# 다무라 유키
다무라 유키(일본어: 田村 祐基, 1985년 12월 31일 ~ )는 일본의 전 축구 선수이다.

## 구단 경력
과거 산프레체 히로시마, 에히메 FC, FC 기후, 가이나레 돗토리에서 활동하였다.